# 81 Dywizjon Dowodzenia
81 dywizjon dowodzenia Obrony Powietrznej (81 ddow OP) – oddział Wojsk Obrony Przeciwlotniczej Sił Powietrznych RP stacjonujący w m. Bytom, sformowany w roku 1962, w składzie 13 Dywizji Artylerii OPK.
Głównym zadaniem jednostki było zabezpieczenie działania stanowiska dowodzenia Dywizji oraz zapewnienie łączności z podległymi jednostkami. Dywizjon rozformowano 31 grudnia 2011 wraz z 1 Śląską Brygadą Rakietową Obrony Powietrznej.
Zarządzeniem Dowódcy Wojsk OPK nr 034/Org. z 6 czerwca 1988, podczas restrukturyzacji i zmiany nazwy Dywizji, jednostka wojskowa otrzymała nowy etat i własny numer jednostki wojskowej. Od roku 2001 jest oddziałem gospodarczym; jej zadaniem jest zapewnienie zaopatrzenia i logistyki Dowództwa 1 ŚBROP. Jednostka siłami swoich pododdziałów zabezpiecza rozwinięcie stanowiska dowodzenia brygady, rozbudowuje stanowiska ogniowe dywizjonów rakietowych, remontuje uzbrojenie rakietowe i klasyczne, naprawia pojazdy i urządzenia mechaniczne, zabezpiecza łączność, ochrania sztab brygady i zwalcza nisko lecące cele.
Jednostka posiada własną odznakę pamiątkową oraz oznakę rozpoznawczą, które nadano decyzją nr 117/MON z dnia 10 kwietnia 2006.
Święto jednostki obchodzone było w dniu 26 sierpnia na podstawie decyzji nr 110/MON z dnia 10 kwietnia 2006.

## Struktura
- dowództwo
- sztab
- logistyka
- pion głównego księgowego
- sekcja zamówień publicznych
- ambulatorium z Izbą Chorych
- bateria dowodzenia
- pluton przeciwlotniczy
- kompania zabezpieczenia
- kompania remontowa
- Wojskowa Straż Pożarna

## Dowódcy
- 1962–1963 – kpt. Stefan Zakrzewski
- 1963–1976 – mjr  Tadeusz Wojewódka
- 1976–1977 – ppłk Józef Szumilak
- 1977–1981 – ppłk Alfred Wysłych
- 1981–1984 – ppłk Zbigniew Radzik
- 1984–1990 – ppłk Edward Klag
- 1990–1993 – mjr  Bogdan Szydłowski
- 1993–1997 – mjr  Krzysztof Żabicki
- 1997–2000 – mjr Wojciech Rak
- 2000–31 grudnia 2011 – ppłk Artur Kucharski

## Podporządkowanie
- 1962–1967 – 13 Dywizja Artylerii OPK
- 1967–1988 – 1 Dywizja Artylerii OPK
- 1988–1991 – 1 Brygada OPK
- 1991-2011 – 1 Śląska Brygada Rakietowa Obrony Powietrznej